# Алвидино
Алвидино (на татарски: Албаден) е село в Пестречински район на Република Татарстан, на река Миша, на 14 километра източно от село Пестрецки.

## История на селото
Това селище е известно още от времето на Казанското ханство.
В предреволюционните източници се брои като две села: Кръстено Алведино (Алвидино) и Руско Алведино (Алвидино). Населението на първия е кръстен на татарите, а на втория – руснаците.
Преди селската реформа в Русия през 1861 г. жителите принадлежат към категориите държавни и земевладелски селяни (крепостни). Те се занимавали със земеделие, животновъдство, пчеларство и търгували със зърно и дървен материал в Казан.
В началото на XX в. в Баптиз Алведино имало енорийско училище, два магазина за зърно и три малки магазина. В руското Алведино има пекарна и малък магазин.
През този период поземленото разпределение на кряшенската (покръстена татарска) част от селската общност е 497 десетини, а на руската част – 27 десетини.
През 1930 г. в Алвидино е организирана колхоза „Урняк“ (от 1950 г. – колхоза „Мичурин“), през 1960 г. тя става част от колхоза „Марс“ (от 1979 г. – колхоза „Гаврилов“, от 1997 г. – земеделска производствена кооперация).

## Бележити личности
- Пьотър Гаврилов (1900 – 1979), Герой на Съветския съюз и един от последните защитници на Брестката крепост.